# Piotr Buk (strażak)
Piotr Buk (ur. 1960) – polski strażak, nadbrygadier, komendant główny Państwowej Straży Pożarnej w 2005.

## Życiorys
W latach 1997–1998 był zastępcą komendanta wojewódzkiego Państwowej Straży Pożarnej w Katowicach, a następnie w latach 1999–2002 komendantem wojewódzkim PSP w Katowicach. W okresie od 1 czerwca do 3 listopada 2005 piastował funkcję komendanta głównego Państwowej Straży Pożarnej oraz szefa Obrony Cywilnej Kraju. Postanowieniem Prezydenta RP Aleksandra Kwaśniewskiego z dnia 2 maja 2003 otrzymał nominację na stopień nadbrygadiera.

## Odznaczenie
- Złoty Krzyż Zasługi (2000)[3]